# Einar Johansson (fotbollsspelare)
För andra betydelser, se Einar Johansson (olika betydelser).
Einar Johansson, ibland omnämnd som Ejnar Johansson, var en svensk fotbollsspelare (målvakt) som spelade för Gais i början av 1920-talet. Han var med när klubben tog SM-guld 1922 och vann svenska serien 1922/1923.